# Kyohei Uchida
Kyohei Uchida (内田 恭兵 Uchida Kyohei?), född 5 november 1992 i Shizuoka prefektur, är en japansk fotbollsspelare.
Uchida började sin karriär 2015 i Kyoto Sanga FC. Han spelade 50 ligamatcher för klubben. 2018 flyttade han till AC Nagano Parceiro. 